# Pavlos Mamalos
Pavlos Mamalos (Atenas, 8 de febrero de 1971) es un deportista griego que compitió en levantamiento de potencia adaptado. Ganó tres medallas en los Juegos Paralímpicos de Verano entre los años 2008 y 2016.

## Palmarés internacional
| Juegos Paralímpicos | Juegos Paralímpicos     | Juegos Paralímpicos | Juegos Paralímpicos |
| Año                 | Lugar                   | Medalla             | Categoría           |
| ------------------- | ----------------------- | ------------------- | ------------------- |
| 2008                | Pekín (China)           | Medalla de plata    | –82,5 kg            |
| 2012                | Londres (Reino Unido)   | Medalla de bronce   | –90 kg              |
| 2016                | Río de Janeiro (Brasil) | Medalla de oro      | –107 kg             |